# Глоговац (Богатић)
Глоговац је насеље у Србији у општини Богатић у Мачванском округу. Према попису из 2022. било је 634 становника.

## Галерија
- Дом културе
- Споменик НОБ-а
- Гроб Јанка Веселиновића
- Спомен плоча на школи
- Сеоска школа

## Демографија
У насељу Глоговац живи 804 пунолетна становника, а просечна старост становништва износи 43,4 година (41,7 код мушкараца и 45,1 код жена). У насељу има 301 домаћинство, а просечан број чланова по домаћинству је 3,21.
Ово насеље је великим делом насељено Србима (према попису из 2002. године), а у последња три пописа, примећен је пад у броју становника.
|  |

| Демографија | Демографија | Демографија |
| Година      | Становника  | Становника  |
| ----------- | ----------- | ----------- |
| 1948.       | 1.118       |             |
| 1953.       | 1.180       |             |
| 1961.       | 1.185       |             |
| 1971.       | 1.078       |             |
| 1981.       | 998         |             |
| 1991.       | 987         | 956         |
| 2002.       | 967         | 1.012       |

| Етнички састав према попису из 2002.‍ | Етнички састав према попису из 2002.‍ | Етнички састав према попису из 2002.‍ | Етнички састав према попису из 2002.‍ | Етнички састав према попису из 2002.‍ |
| ------------------------------------ | ------------------------------------ | ------------------------------------ | ------------------------------------ | ------------------------------------ |
|                                      |                                      |                                      |                                      |                                      |
| Срби                                 | Срби                                 |                                      | 952                                  | 98,44%                               |
| Украјинци                            | Украјинци                            |                                      | 2                                    | 0,20%                                |
| Словенци                             | Словенци                             |                                      | 1                                    | 0,10%                                |
| Румуни                               | Румуни                               |                                      | 1                                    | 0,10%                                |
| Македонци                            | Македонци                            |                                      | 1                                    | 0,10%                                |
| Бугари                               | Бугари                               |                                      | 1                                    | 0,10%                                |
| Бошњаци                              | Бошњаци                              |                                      | 1                                    | 0,10%                                |
| Југословени                          | Југословени                          |                                      | 1                                    | 0,10%                                |
| непознато                            | непознато                            |                                      | 2                                    | 0,20%                                |

| Година пописа     | 1948. | 1953. | 1961. | 1971. | 1981. | 1991. | 2002. |
| ----------------- | ----- | ----- | ----- | ----- | ----- | ----- | ----- |
| Број домаћинстава | 243   | 253   | 279   | 283   | 285   | 289   | 301   |

| Број чланова      | 1  | 2  | 3  | 4  | 5  | 6  | 7 | 8 | 9 | 10 и више | Просек |
| ----------------- | -- | -- | -- | -- | -- | -- | - | - | - | --------- | ------ |
| Број домаћинстава | 59 | 67 | 48 | 54 | 37 | 29 | 4 | 1 | 1 | 1         | 3,21   |

| Пол    | Укупно | Неожењен/Неудата | Ожењен/Удата | Удовац/Удовица | Разведен/Разведена | Непознато |
| ------ | ------ | ---------------- | ------------ | -------------- | ------------------ | --------- |
| Мушки  | 429    | 129              | 250          | 33             | 15                 | 2         |
| Женски | 412    | 71               | 250          | 75             | 13                 | 3         |
| УКУПНО | 841    | 200              | 500          | 108            | 28                 | 5         |

| Пол    | Укупно                    | Пољопривреда, лов и шумарство | Рибарство                            | Вађење руде и камена | Прерађивачка индустрија       |
| ------ | ------------------------- | ----------------------------- | ------------------------------------ | -------------------- | ----------------------------- |
| Мушки  | 289                       | 178                           | 0                                    | 4                    | 15                            |
| Женски | 158                       | 115                           | 0                                    | 0                    | 2                             |
| УКУПНО | 447                       | 293                           | 0                                    | 4                    | 17                            |
| Пол    | Производња и снабдевање   | Грађевинарство                | Трговина                             | Хотели и ресторани   | Саобраћај, складиштење и везе |
| Мушки  | 6                         | 36                            | 14                                   | 2                    | 13                            |
| Женски | 0                         | 0                             | 14                                   | 3                    | 3                             |
| УКУПНО | 6                         | 36                            | 28                                   | 5                    | 16                            |
| Пол    | Финансијско посредовање   | Некретнине                    | Државна управа и одбрана             | Образовање           | Здравствени и социјални рад   |
| Мушки  | 0                         | 1                             | 10                                   | 0                    | 3                             |
| Женски | 0                         | 0                             | 1                                    | 10                   | 10                            |
| УКУПНО | 0                         | 1                             | 11                                   | 10                   | 13                            |
| Пол    | Остале услужне активности | Приватна домаћинства          | Екстериторијалне организације и тела | Непознато            | Непознато                     |
| Мушки  | 5                         | 0                             | 0                                    | 2                    | 2                             |
| Женски | 0                         | 0                             | 0                                    | 0                    | 0                             |
| УКУПНО | 5                         | 0                             | 0                                    | 2                    | 2                             |